# Кневичи (Брянская область)
Кневичи — село в Клинцовском районе Брянской области, в составе  Медвёдовского сельского поселения.

## География
Находится в западной части Брянской области на расстоянии приблизительно 13 км на юг-юго-восток по прямой от железнодорожного вокзала станции Клинцы.

## История
Основано не позднее первой половины XVII века; упоминается как село с 1683 года. Со второй половины XVII века - владение стародубского магистрата, с 1705 - Голембиовских, позднее Рагузинских, Бороздны и других. Приход церкви Архангела Михаила упоминается с 1767 (в 1852 на средства Бороздны построена каменным зданием; закрыта в первой половины XX века, не сохранилась). В селе действовала Рождественская церковь (не сохранилась).
До 1781 года село входило в Новоместскую сотню Стародубского полка; с 1782 относилось к Суражскому уезду, 
С 1859 году здесь (село Новозыбковского уезда Черниговской губернии) учтено было 64 двора, в 1892—124 двора.
В середине XX века работал колхоз им. Сталина. В середине XX века - колхоз "Атеист". До 2005 - центр Киваевского сельсовета (в 1954-1960 в Бутовском сельсовете).

## Население
498 человек (1859), 783 человек (1892), 127 человек (2002), 101 человек (2010), 98 человек (2013).
Будет упразднено как фактически не существующее, в связи с переселением всех жителей на постоянное место жительства в другие населённые пункты